# سارپدون (شاه)

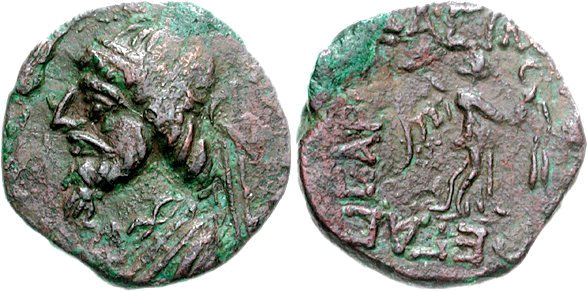
سکه گندفر دوم. نیم تنه او با دیهیم بر سرش و همچنین یک روحانی مذهبی پیش از نیکه در سمت چپ ایستاده و تاج گل و نخل در دست دارد.

سارپدونس، همچنین املای Sarpadones (به خروشتی: 𐨯𐨤𐨅𐨡𐨞 Sa-pe-da-ṇa Sapedaṇa) یا گندفر دوم یکی از پادشاهانِ پادشاهی سورن بود. او فرمانده سپاه یا خویشاوند گندفر یکم بود و بر سکستان حکومت می‌کرد و در آنجا سکه‌هایی با عنوان شاهنشاه به نام خودش ضرب کرده‌است. 